# 华雷斯城印第奥斯
华雷斯印第奥斯足球俱乐部，亦称印第奥斯队，为墨西哥华雷斯市的一个足球俱乐部。该队成立于2005年。2007-2008赛季升入墨西哥足球甲级联赛。帕丘卡青年队迁至华雷斯后，并入印第奥斯队。